# Binary Domain
Binary Domain (バイナリー ドメイン Bainarī Domein?) är en tredjepersonsskjutare utvecklat och utgivet av Sega till Playstation 3 och Xbox 360 i februari 2012 och Microsoft Windows i april 2012. 
Spelet utspelar sig i Tokyo i Japan år 2080, där artificiell intelligens-teknik blomstrar. Den globala uppvärmningen har orsakat översvämningar över hela världen och lämnat stora delar obeboeliga. Som ett resultat har robotar använts som den största arbetskraften. Spelet har ett konsekvenssystem som bestämmer hur icke-spelbara karaktärerna i sin grupp betraktar och litar på spelaren i enspelarkampanjen. Spelet innehåller även sju olika flerspelarlägen, där spelaren kan välja mellan fem klasser.
Det regisserades av Toshihiro Nagoshi, som skapade spelserien Yakuza. Karaktärerna i Binary Domain skapades med att göra realistiska personligheter och beteenden i åtanke. Konsekvenssystemet skapades för att göra Binary Domain till ett konkurrenskraftigt spel i tredjepersonsskjutargenren. Spelet fick blandade recensioner vid dess lanseringen, där recensenter hyllat spelets berättelse och konsekvenssystem. Men det fick kritik för dess röstigenkänningssystem. Spelet sålde endast 20 000 exemplar i Nordamerika i april 2012.

## Röstskådespelare
| Roll                 | Japansk röst      | Engelsk röst      | Källa                |
| -------------------- | ----------------- | ----------------- | -------------------- |
| Dan Marshall         | Kōichi Yamadera   | Travis Willingham | [ 15 ] [ 16 ] [ 7 ]  |
| Roy "Big Bo" Boateng | Masami Iwasaki    | Alem Brhan Sapp   | [ 15 ] [ 16 ] [ 17 ] |
| Faye Lee             | Aya Hisakawa      | Laura Bailey      | [ 18 ] [ 16 ]        |
| Charles Gregory      | Takuya Kirimoto   | Troy Baker        | [ 16 ] [ 19 ]        |
| Rachel Townsend      | Junko Minagawa    | Nayo Wallace      | [ 16 ] [ 19 ]        |
| Cain                 | Hirohiko Kakegawa | John DeMita       | [ 16 ] [ 20 ]        |
| Philips              | Kenichi Endō      | John DeMita       | [ 18 ]               |
| Akira Shindo         | Hisao Egawa       | Sonny Saito       | [ 21 ]               |
| Yoshiki              | Hiroki Oakamoto   | -                 | [ 21 ]               |
| Yuki                 | Emi Takei         | Akari Yarrell     | [ 20 ]               |
| Mifune               | Hiroki Matsukata  | Kirk Thornton     | [ 20 ] [ 19 ]        |
| Yoji Amada           | Naoto Takenaka    | -                 | [ 15 ] [ 16 ] [ 20 ] |
| Alexander Bergen     | Masaharu Satō     | -                 |                      |
| Kurosawa             | Kazuki Kitamura   | Johnny Yong Bosch | [ 20 ]               |